# Георги Славов
Георги Иванов Славов е български художник, живописец.
Работи и твори в областите: натюрморт, пейзаж, живопис и портрет.
Участва в редица международни изложби във Франция, ГФР, Италия и Испания и др. Прави самостоятелни изложби в София (1947, Женева (1964), Ньошател (1965), Лион (1966).
Има престижни награди: При Лютеция (Париж, 1967), от Торино (1967).